# Бережок 1-й
Бережок 1-й — деревня в Мошенском районе Новгородской области России. Входит в состав Ореховского сельского поселения.

## История
В 1963 году Указом Президиума ВС РСФСР деревня Святое Поле переименована в Бережок.

## Население
| 2010 |
| ---- |
| 9    |